# Aeschynanthus speciosus
Aeschynanthus speciosus  es una especie de planta fanerógama perteneciente a la familia Gesneriaceae. Es originaria de Malasia e Indonesia.

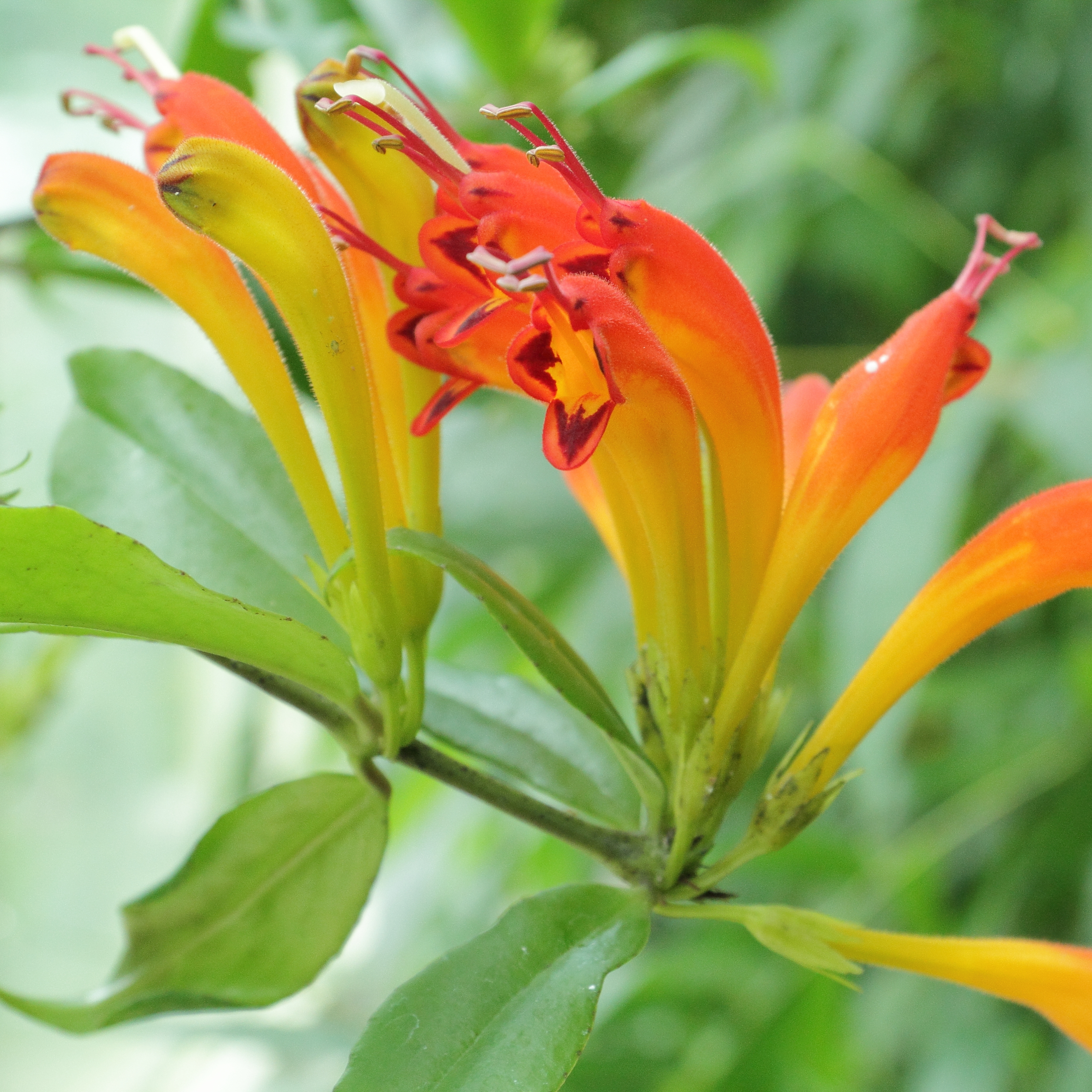
Flores

## Descripción
Las hojas son grandes, carnosas, de color verde oscuro de hasta 10 cm de largo y 3,8 cm de ancho y están dispuestas en grupos a lo largo de los tallos. Las flores pueden ser de 10 cm de largo y crecen en racimos que suelen consistir en 6-20 flores. La mayor parte del tiempo que están sombreados en diferentes colores, de color naranja-amarillo en el área inferior a naranja-rojo en la punta con una mancha roja interior y una garganta amarilla veteada.

## Taxonomía
Aeschynanthus speciosus fue descrita por William Jackson Hooker y publicado en Botanical Magazine 73: t. 4320. 1847.
Etimología
Aeschynanthus: nombre genérico que deriva de las palabras griegas αισχυνη,  aischyne = "vergüenza", αισχυνω ,  aischynō = "de lo que avergonzarse" , y ανθος , anthos = "flor" , aludiendo a la corola generalmente d color rojo, o (menos probable ) de αίσχυνειν ,  aischýnein = "deformación , distorsionar" y άνθος ,  anthos  = "flor", en referencia a la extraña forma de la corola.
speciosus: epíteto latíno que significa  "llamativa".
Sinonimia
- Aeschynanthus aucklandiae H.Low
- Aeschynanthus splendens Lindl. & Paxton
- Trichosporum speciosum Kuntze[4]